# Lévis (district électoral du Canada-Uni)
Pour les articles homonymes, voir Lévis (homonymie).
Circonscription électorale provinciale du Canada
Lévis est un district électoral de l'Assemblée législative de la province du Canada.

## Liste des députés
| Années | Années      | Député                  | Affiliation          |
| ------ | ----------- | ----------------------- | -------------------- |
|        | 1854 - 1858 | François-Xavier Lemieux | Réformiste           |
|        | 1858 - 1861 | François-Xavier Lemieux | Libéral-conservateur |
|        | 1861 - 1863 | Joseph-Godéric Blanchet | Bleu                 |
|        | 1863 - 1867 | Joseph-Godéric Blanchet | Bleu                 |